# Штумська-Весь (Поморське воєводство)
Штумська-Весь (пол. Sztumska Wieś) — село в Польщі, у гміні Штум Штумського повіту Поморського воєводства.
Населення — 509 осіб (2011).
У 1975-1998 роках село належало до Ельблонзького воєводства.

## Демографія
Демографічна структура станом на 31 березня 2011 року:
|          | Загалом | Допрацездатний вік | Працездатний вік | Постпрацездатний вік |
| -------- | ------- | ------------------ | ---------------- | -------------------- |
| Чоловіки | 248     | 59                 | 175              | 14                   |
| Жінки    | 261     | 66                 | 160              | 35                   |
| Разом    | 509     | 125                | 335              | 49                   |